# 2wo
2wo ist eine englische Industrial-/Alternative-Metal-Band aus Birmingham.

## Geschichte
Rob Halford und Gitarrist John 5 gründeten die Band 1996 unter dem Namen Gimp und nahmen Demos im Umfang eines Albums auf. Während eines Besuchs des Mardi Gras in New Orleans traf Halford Trent Reznor und überreichte ihm eine Kopie des Materials, woraufhin Reznor als Produzent einsprang und es unter seinem Label Nothing Records veröffentlichte. Als man herausfand, dass eine andere Band den Namen Gimp verwendete, wurde die Gruppe in 2wo [auch Two] umbenannt. Im März 1998 erschien das Album Voyeurs. Es verkaufte sich schlecht und wurde nicht gut angenommen. Halford beauftragte den Pornoregisseur Chi Chi Larue mit der Regie des Videos zur ersten Single I Am a Pig. Dieses Video zeigte körnige S&M-Szenen der Band und verschiedener Pornostars, darunter ein Szenen mit Janine Lindemulder in einem Sex-Kerker. Es bezieht auch Teile der Albumgestaltung in das Konzept ein. Aufgrund seines Inhalts wurde es nicht allgemein gezeigt, aber nicht verboten. Nach einer Headliner-Tour lösten sich 2wo auf und John 5 schloss sich Marilyn Manson an. Halford begann zunächst mit Demos für ein Nachfolgealbum, gab die Band jedoch schließlich auf und verwendete das Material für seine nächste Band Halford.

## Diskografie
Alben

| Jahr | Titel Musiklabel        | Höchstplatzierung, Gesamtwochen, AuszeichnungChartsChartplatzierungen (Jahr, Titel, Musiklabel, Platzierungen, Wochen, Auszeichnungen, Anmerkungen) | Anmerkungen                     |
| Jahr | Titel Musiklabel        | US | Anmerkungen                     |
| ---- | ----------------------- | --- | ------------------------------- |
| 1998 | Voyeurs Nothing Records | US176 (1 Wo.)US | Erstveröffentlichung: März 1998 |

Singles
- 1998: I Am a Pig (Nothing Records)
- 1998: Deep in the Ground (Nothing Records)

Video
- 1998: I Am a Pig (Nothing Records)